# Piira
Piira – wieś w Estonii, w prowincji Virumaa Zachodnia, w gminie Vinni.